# 金胸雀鹛
金胸雀鹛（学名：Lioparus chrysotis），是鸦雀科的一种，分布于缅甸、不丹、中国大陆、越南、印度和尼泊尔。该物种的保护状况被评为无危。
金胸雀鹛的平均体重约为5.5克。栖息地包括温带森林和温带疏灌丛。该物种的模式产地在尼泊尔。

## 亚种
- 金胸雀鹛滇东亚种（学名：Lioparus chrysotis amoena）。分布于越南以及中国大陆的云南等地。该物种的模式产地在越南北部Fansipan。[3]
- 金胸雀鹛滇西亚种（学名：Lioparus chrysotis forresti）。分布于尼泊尔、锡金、不丹、印度以及中国大陆的云南等地。该物种的模式产地在云南西北部怒江和龙川江间山脉。[4]
- 金胸雀鹛西南亚种（学名：Lioparus chrysotis swinhoii），是中国的特有物种。分布于甘肃、陕西、四川、云南、贵州、广西等地。该物种的模式产地在四川宝兴。[5]